# Thaumatopsis atomosella
Thaumatopsis atomosella là một loài bướm đêm trong họ Crambidae.